# ولاد زيد الغربية (بومعيز)
ولاد زيد الغربية هي إحدى مشيخات المملكة المغربية، تتبع جغرافيا لإقليم سيدي سليمان وإداريًا لبومعيز. يقدر عدد سكانها بـ 3758 نسمة حسب الإحصاء الرسمي للسكان والسكنى لسنة 2004.